# Woo, una abogada extraordinaria
Woo, una abogada extraordinaria (en coreano, 이상한 변호사 우영우; RR: Isanghan byeonhosa uyeongu; título en inglés: Extraordinary Attorney Woo) es una serie de televisión surcoreana dirigida por Yoo In-shik y protagonizada por Park Eun-bin, Kang Tae-oh y Kang Ki-young. Fue emitida por el canal coreano ENA (antes SkyTV) desde el 29 de junio hasta el 18 de agosto de 2022, todos los miércoles y jueves a las 21 horas (hora local coreana). También se distribuye en Netflix para algunos países.

## Sinopsis
Woo Young-woo, una abogada dentro del espectro autista, empieza a trabajar en un gran bufete. Tiene un alto coeficiente intelectual de 164, una memoria fotográfica sobresaliente y una forma de pensar creativa. Sin embargo, sus habilidades sociales son algo débiles. Young-woo deberá enfrentar desafíos dentro y fuera del bufete.

## Reparto

### Principal
- Park Eun-bin como Woo Young-woo: una mujer autista que entra a trabajar como abogada en el bufete Hanbada. Con un alto coeficiente intelectual, memoria sobresaliente y una forma creativa de pensar, se graduó brillantemente en la Escuela de Economía y en la Facultad de Derecho de la Universidad Nacional de Seúl. Pero su falta de habilidades sociales es su debilidad.[4][6][7]
- Kang Tae-oh como Lee Joon-ho, un empleado en el bufete de abogados Hanbada. Se ocupa de ayudar con varias tareas relacionadas con las causas penales y obtener evidencia adicional en la escena del incidente. Poco a poco, se empieza a enamorar de Young-woo.[8][9]
- Kang Ki-young como Jung Myung-seok, un abogado sénior del bufete al que se le encomienda la guía de la nueva contratada Young-woo.[2][10][11]

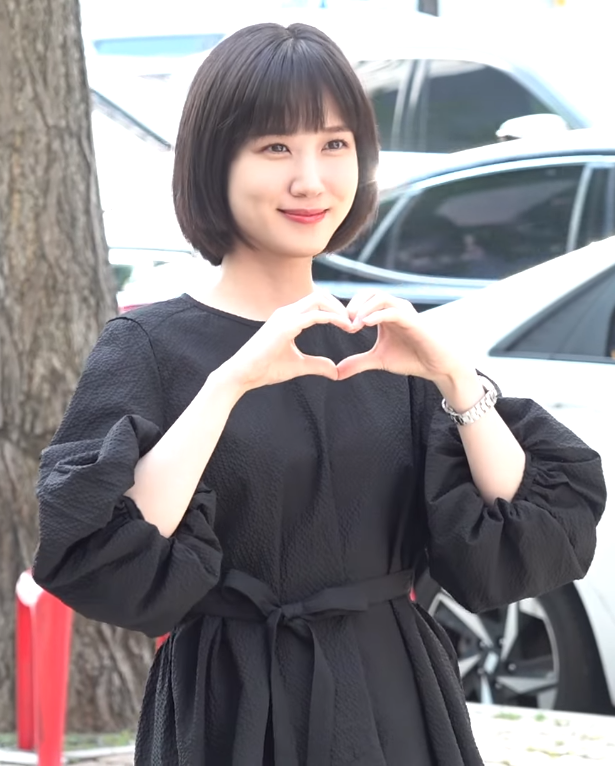
Park Eun-bin, protagonista de la serie, en 2022

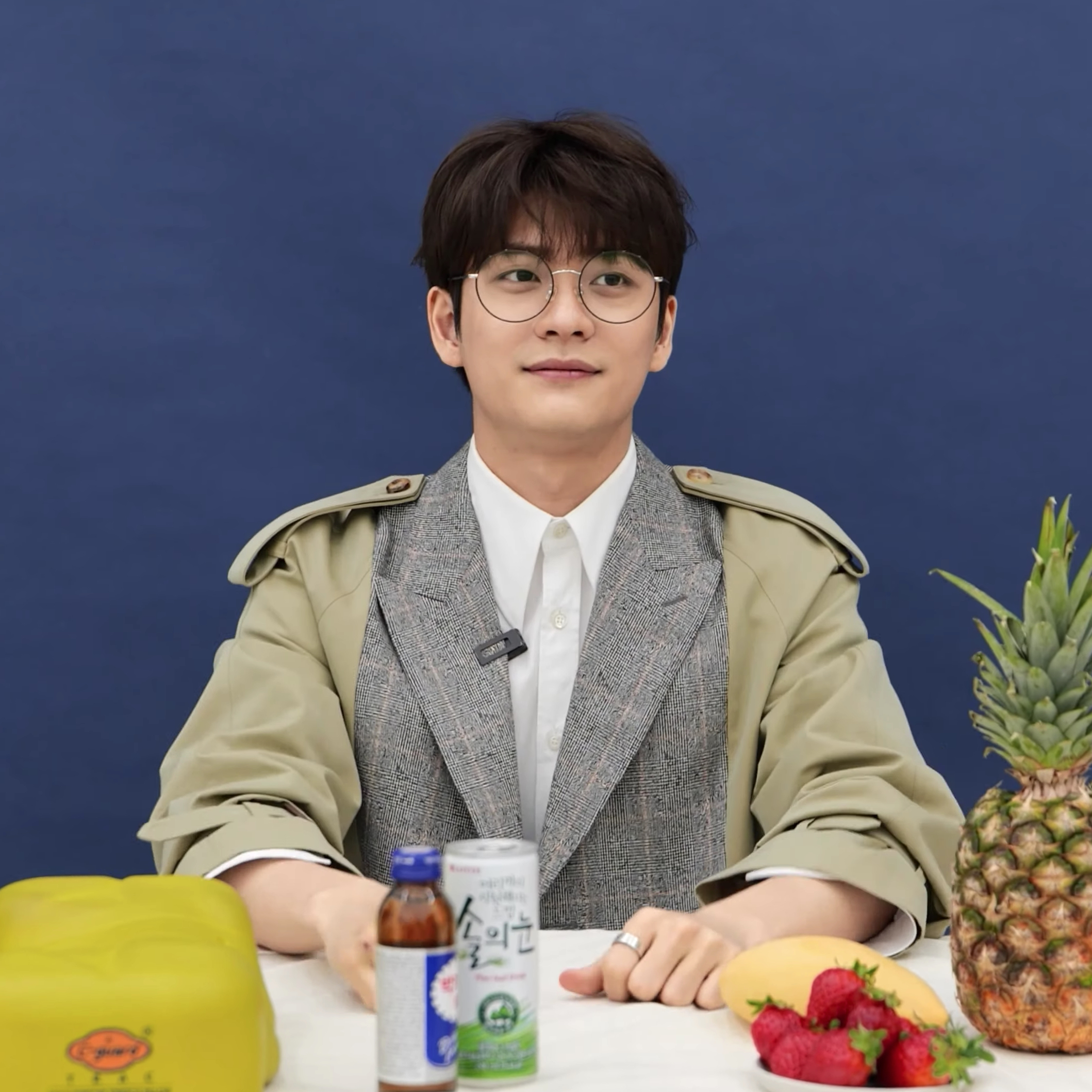
Kang Tae-oh en 2021

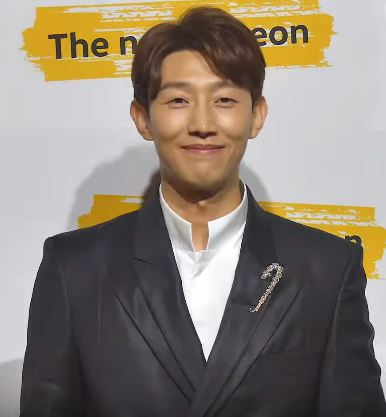
Kang Ki-young en 2018

### Secundario

#### Bufete de abogados Hanbada
- Baek Ji-won como Han Sun-young, la abogada directora ejecutiva de Hanbada, que sueña con llevar al bufete al número uno del sector, por encima de Taesan.[8]
- Ha Yoon-kyung como Choi Soo-yeon, excompañera de clase de Young-woo en la facultad y colega en el bufete.[12][13]
- Choi Dae-hoon como Jang Seung-joon, un abogado de Hanbada.[14]
- Joo Jong-hyuk como Kwon Min-woo, un abogado de Hanbada que ve a Young-woo como una rival y que descubre la identidad de su madre.[15][16][17]

#### Bufete de abogados Taesan
- Jin Kyung como Tae Soo-mi, una abogada socia del bufete de abogados Taesan. Tiene riqueza, fama, familia, belleza y habilidades perfectas, y aspira a ocupar un cargo político, pero vive ocultando un secreto: es la madre biológica de Young-woo, a la que abandonó al cuidado del padre, Kwang-ho.[18]

#### Otros
- Joo Hyun-young como Dong Geurami, la única amiga de Young-woo.[8][19][20]
- Im Sung-jae como Kim Min-shik, el dueño de un restaurante donde Geurami trabaja a tiempo parcial.[8][21]
- Jeon Bae-soo como Woo Kwang-ho, el padre soltero de Young-woo.[8][22]
- Nam Jin-bok como Kim Jung-bong, un fiscal.[23]

##### Episodio n.º 1
- Kang Ae-shim como Choi Young-ran, una clienta de Hanbada que fue acusada de intento de asesinato de su marido. Había conocido a Young-woo cuando esta era niña, pues eran vecinas.[24]
- Lee Do-kyung como Park Kyoo-shik, el marido de Choi Young-ran, sufre de demencia.[24]
- Kim Hak-sun como el juez del caso.
- Park Jung-bok como el fiscal Choi Hyun-wook.

##### Episodio n.º 2
- Shin Ha-young como Kim Hwa-young, una novia que sufre un percance el día de su boda y se convierte en cliente de Hanbada (aparición especial).[24][25]
- Yoon Joo-sang como el presidente Kim Jung-koo, padre de Hwa-young (aparición especial).
- Park Ji-hoon como Hong Jin-wook, el novio, hijo del presidente de Daehyun Constructions.
- Park Yoo-rim como Kang Ji-hye, empleada del equipo de bodas del hotel Daehyun.

##### Episodio n.º 3
- Moon Sang-hoon como Kim Jung-hoon, un cliente de Hanbada con espectro autista que fue acusado del asesinato de su hermano mayor.[26]
- Yoon Yoo-sun como Jeon Kyung-hee, la madre de Jung-hoon.[26]
- Sung Ki-yeon como Kim Jin-pyung, el padre de Jung-hoon.[26]
- Lee Bong-joon como Kim Sang-hoon, hermano de Jung-hoon.[27]

##### Episodio n.º 4
- Jung Seok-yong como Dong Dong-sam, el padre de Dong Geurami.[28]
- Ko In-beom como Dong Dong-il, el hermano mayor de Dong-sam.[28]
- Lee Sang-hee como Dong Dong-yi, el segundo hermano de Dong-sam.[29]
- Lee Seo-hwan como Jin-hyuk, vecino de Dong-sam.[28]

##### Episodio n.º 5
- Lee Sung-wook como Hwang Doo-yong, gerente de ventas de Ewha ATM (aparición especial).[30][31]
- Yoon Byung-hee como Bae Sung-cheol, líder del equipo del departamento de I+D de Ewha ATM (aparición especial).[30]
- Shin Hyun-jong como Oh Jin-jong, presidente de Geumgang ATM.[30]
- Kim Do-hyun como Kim Woo-sung, abogado del presidente Oh Jin-jong.

##### Episodio n.º 6
- Lee Ki-young como el juez presidente Ryoo Myung-ha, juez del caso de robo y lesiones contra Kye Hyang-shim (aparición especial).[32][33]
- Kim Hieora como Kye Hyang-shim, una mujer que desertó de Corea del Norte (aparición especial).[32]
- Nam Jin-bok como el fiscal Kim Jung-bong.[34]
- Im Sung-mi como Lee Soon-young, la víctima, agredida repetidamente por su esposo.[35]
- Seo Young-sam como Kwon Byung-gil, un médico que extiende un certificado a Soon-young.[35]
- Lee Rang-seo como Kim Jung-hee, cómplice de Hyang-shim.[36]

##### Episodios n.º 7-8
- Kim Sung-beom como Cho Hyun-woo, un residente en el pueblo de Sodeok-dong.[37]
- Jung Kyu-soo como Choi Han-soo, el alcalde de Sodeok-dong.[37]
- Min Eung-shik como el profesor.
- Park Kang-seop como el abogado Park Yoo-jin, funcionario de la Oficina Provincial de Gyeonghae.[38]
- Park Yoon-hee como el juez.

##### Episodio n.º 9
- Koo Kyo-hwan como Bang Goo-bbong, el autoproclamado comandante del Ejército de Liberación Infantil, arrestado por desviar un autobús escolar y llevar a los niños que viajaban en él a una ladera a jugar.[39][40][41]
- Choo Gwi-jung como Choi Sung-seok.
- Jung Si-yool como Lee Se-won.

##### Episodio n.º 10
- Lee Won-jung como Yang Jung-il, cliente de Hanbada, acusado de abusos sexuales a una persona con discapacidad intelectual.[42][43]
- Oh Hye-soo como Shin Hye-young, una joven con discapacidad intelectual.[17][44]
- Lee Jung-eun como la madre de Hye-young.
- Kwon Beom-taek como el juez.

##### Episodio n.º 11
- Huh Dong-won como Shin Il-soo, cliente de Hanbada, que demanda a Yoon Jae-won para que este divida las ganancias de un premio de lotería según habían acordado.[45]
- Jung Ji-ho como Yoon Jae-won, un hombre que gana un gran premio de lotería y no quiere compartirlo según un acuerdo previo.[45][46]
- Seo Hye-won como Choi Da-hye, empleada en la sala de juegos y testigo de la demanda por el reparto del premio.[47]
- Jung Kang-hee como Park Sung-nam, el conocido de Shin Il-soo que presenta la demanda con él.
- Park Ji-yeon como Sung-ji, la esposa de Shin Il-soo.[46]
- Jang Won-hyuk como Han Byung-kil, un inmigrante ilegal coreano-chino que trabaja en la sala de juegos.[46]

##### Episodio n.º 12
- Lee Bong-ryun como Ryoo Jae-sook, abogada especializada en casos de derechos laborales y discriminación de género.[48]
- Kim Hee-chang como Moon Jong-cheol, gerente de Recursos Humanos en Mir Life Insurance.[49]
- Lee Ji-hyun como Kim Hyun-jung, exgerente de Mir Life Insurance.[49]
- Lee Moon-jung como Lee Ji-young, exgerente de Mir Life Insurance.[49]
- Lee Ji-min  como Choi Yeon-hee, un empleado de Mir Life Insurance.[49]
- Lee Ki-young como el juez Ryoo Myung-ha.[49]

##### Episodios n.º 13-14
- Lee Yoon-ji como Choi Ji-soo, la exesposa de Jung Myung-seok.[50][51]
- Yoon Na-moo como Jung-nam, el cuñado de Lee Joon-ho.[52]
- Chae Song-hwa como Lee Seung-hee, la hermana mayor de Joon-ho.
- Song Yong-tae como Kim Yoon-bok, el portero que cobra las entradas a los visitantes del templo Hwangjisa.[52]
- Huh Hyun-ho como el monje que rige la comunidad budista del templo Hwangjisa.[52]
- Lee Ki-seop como Lee Seok-joon, abogado de la comunidad budista de Hwangjisa.[53]
- Choi Yeon-oh como el juez.
- Lee Doo-seok como Lee Joon-beom, reportero del Jungui Ilbo.
- Hwang Soo-min como reportero de KTS News.
- Lee Jae-eun como una presentadora de televisión.

##### Episodio n.º 15
- Kim Joo-heon como Bae In-cheol, fundador y director ejecutivo de la plataforma comercial Raon, que filtró la información personal de 40 millones de usuarios.[54][55]
- Ryu Kyung-hwan como Kim Chan-hong, codirector ejecutivo de Raon con Bae In-cheol, compañero de clase de la escuela secundaria.[56]
- Han Sa-myung como Choi Jin-pyo, jefe de equipo de Raon.[57]
- Park Jin-young como juez presidente, el juez encargado del caso de la multa de Raon. Entre los directores que han comparecido ante él era el más antiguo y experimentado.[57]

##### Episodio n.º 16
- Ham Tae-in como un empleado del bufete Taesan que lleva un mensaje a Young-woo.[58][59]
- Choi Hyun-jin como Choi Sang-hyun, hijo de Tae Soo-mi y medio hermano de Young-woo, responsable de haber pirateado los datos de Raon.[60]
- Lee Yoon-ji como Choi Ji-soo.
- Oh Ji-hye como el juez.
- Lee Yoon-sang como Han Sang-tae, presidente del Comité Legislativo y Judicial de la Asamblea Nacional.
- Jung Dong-keun como el secretario Kim.

## Episodios
| N.º | Título                                           | Fecha de emisión original |
| --- | ------------------------------------------------ | ------------------------- |
| 1 | «La extraordinaria abogada Woo»                  | 29 de junio de 2022       |
| Woo Young-woo, una brillante abogada con trastorno de espectro autista, empieza a trabajar en el bufete Hanbada. Su primer caso es la defensa de una anciana mujer acusada de intento de homicidio contra su marido. |                                                  |                           |
| 2 | «El vestido de novia resbaladizo»                | 30 de junio de 2022       |
| Hanbada tiene un nuevo cliente, el padre de una joven novia que demanda a un hotel porque, en la ceremonia de boda organizada por el mismo, a ella se le cayó el vestido a la vista de los invitados. El incidente provocó la suspensión del matrimonio, con graves consecuencias económicas para la familia. |                                                  |                           |
| 3 | «This is Pengsoo»                                | 6 de julio de 2022        |
| Hanbada se hace cargo de la defensa de un joven con autismo, Kim Joeng-hoon, que aparentemente es el culpable de la muerte de su hermano mayor. |                                                  |                           |
| 4 | «El altercado de los tres hermanos»              | 7 de julio de 2022        |
| El padre de la mejor amiga de Young-woo, Geura-mi, hereda unas tierras de gran valor; sus dos hermanos mayores, con presiones y engaños, consiguen que firme un acuerdo que le deja solo una pequeña parte de las tierras, y además la obligación de pagar las tasas de sucesión por todo el lote, lo que en lugar de dejarle beneficios lo endeuda.                                                                  |                                                  |                           |
| 5 | «Impredecible y estratega»                       | 13 de julio de 2022       |
| Hanbada es contratada por la empresa fabricante de cajeros automáticos Ewha ATM, que acusa a una empresa rival (Geumgang ATM) de haber copiado su tecnología, cuando según los propietarios de esta última se trata de una innovación que no fue creada por Ewha, que no puede arrogarse la propiedad. |                                                  |                           |
| 6 | «Si yo fuera una ballena...»                     | 14 de julio de 2022       |
| Gye Hyang-sim es una desertora de Corea del Norte, que cinco años antes había sido arrestada por propinar una fuerte paliza a un deudor para forzar el pago de la deuda. Hyang-sim, sin embargo, huyó para cuidar a su hija pequeña, y ahora se ha presentado para cumplir la pena. |                                                  |                           |
| 7 | «Un cuento sobre Sodeok-dong I»                  | 20 de julio de 2022       |
| Los habitantes de Sodeokdong contratan a Hanbada para bloquear los planes de una carretera que atravesaría el pueblo, destruyendo el paisaje y afectando gravemente a la población. El bufete Taesan será el adversario de Hanbada en este caso. |                                                  |                           |
| 8 | «Un cuento sobre Sodeok-dong II»                 | 21 de julio de 2022       |
| La inspección del juez, para poder apreciar directamente los posibles daños causados por la carretera, se ve arruinada por la lluvia. Taesan ha convencido a muchos vecinos a aceptar las expropiaciones de sus terrenos para la carretera. La decisión del juez dependerá de lo que decida la mayoría de los vecinos del pueblo.                                                                                     |                                                  |                           |
| 9 | «El flautista»                                   | 27 de julio de 2022       |
| El hijo de la propietaria de una academia (hagwon), que se autodenomina jefe del Ejército de Liberación Infantil, es acusado de secuestrar un autobús escolar con algunos niños que iban a estudiar a aquella, porque desvió el autobús y los llevó a pasar una jornada de juegos en el campo. |                                                  |                           |
| 10 | «Después podemos tomarnos de la mano»            | 28 de julio de 2022       |
| Yang Jeong-il es detenido en el metro ante Young-woo. Se le acusa de haber violado a una joven con discapacidad intelectual, Shin Hye-yeong. Él afirma que ambos tienen una relación amorosa, y los mensajes intercambiados entre ambos parecen confirmarlo, mientras que la madre de ella asegura que se trata de violencia sexual.                                                                                  |                                                  |                           |
| 11 | «Sr. Sal, Sra. Pimienta y abogada Salsa de Soya» | 3 de agosto de 2022       |
| Shin Il-soo contrata los servicios de Hanbada para reclamar el tercio que asegura que le corresponde del premio obtenido en la lotería por un compañero de juego. Ambos, junto con un tercero, habían pactado dividir a partes iguales el premio que pudieran obtener. Pero el pacto fue solo verbal, el premiado se niega a reconocerlo, y se necesitan testigos para confirmarlo.                                   |                                                  |                           |
| 12 | «El delfín del río Yangtsé»                      | 4 de agosto de 2022       |
| Hanbada defiende a la compañía de seguros Mir Life en un caso de discriminación de género. Mir Life redujo la plantilla con una estrategia sugerida precisamente por Hanbada: el director de recursos humanos presionó a las mujeres cuyos maridos también trabajaban en aquella para que pidieran la baja voluntaria, a cambio de mantenerles a ellos el puesto de trabajo. Dos exempleadas denuncian a la compañía. |                                                  |                           |
| 13 | «La noche azul de Jeju I»                        | 10 de agosto de 2022      |
| El equipo de Hanbada viaja a la isla de Jeju para defender a un hombre que tuvo que pagar 3000 wones para entrar en el territorio del templo de Hwangjisa. Se trata de patrimonio protegido, por el que el templo cobra tarifa de admisión a los visitantes, y pretende cobrarla también al demandante, aunque él no pretendía ir a ver los templos sino pasar por la carretera que atraviesa el lugar.               |                                                  |                           |
| 14 | «La noche azul de Jeju II»                       | 11 de agosto de 2022      |
| Los viajeros buscan al dueño de un antiguo restaurante de fideos que recordaba Myung-seok de su viaje de bodas, para que le prepare el mismo plato, pero el restaurante sufrió la competencia de otro cercano y tuvo que cerrar. El juicio contra el templo de Hwangjisa termina con una victoria para el demandante, por lo que los monjes no podrán cobrar más la tarifa de entrada en la carretera.                |                                                  |                           |
| 15 | «Decir y hacer cosas sin que nadie lo pida»      | 17 de agosto de 2022      |
| Un pirata informático roba los datos personales de millones de usuarios de Raon, una plataforma de comercio en línea. Hanbada defiende a la compañía para intentar rebajar una enorme multa impuesta por las autoridades, cuyo pago provocaría la quiebra de la compañía. |                                                  |                           |
| 16 | «Inusual y peculiar»                             | 18 de agosto de 2022      |
| Tras ganar el juicio contra la administración pública, Raon debe hacer frente a una demanda colectiva de millones de usuarios por la pérdida de datos. El pirata informático confiesa los hechos a Woo, que encuentra una fórmula para salvar la compañía. |                                                  |                           |

## Producción
El guion de la serie está a cargo de Moon Ji-won, también guionista de la película The Witness. Yo In-sik, el director, también lo fue de las series Kim, el doctor romántico y Vagabond. Casi todas las causas legales representadas en la serie son adaptaciones de casos reales documentados por abogados en algunas publicaciones.
El productor Lee Sang-baek, director ejecutivo de AStory, declaró que Netflix se había ofrecido a realizar Woo, una abogada extraordinaria como una producción original, pero tras la experiencia habida con Kingdom (también producida por AStory pero con la propiedad intelectual vendida a Netflix) él consideró que la base para la supervivencia de una productora es asegurar la propiedad intelectual, y por este motivo declinó el ofrecimiento y accedió a vender a Netflix solo los derechos de transmisión. Esto le permitió comercializar la serie a través de venta de objetos con esa marca, webtoon, un proyecto de musical, etc. Después encontró un canal nuevo, ENA, para la emisión en Corea del Sur. Al ser un canal desconocido por el público, pensó que sería un éxito si la audiencia llegaba al 3 %.
La empresa productora AStory anunció el 25 de agosto de 2021 que la serie entraría en producción en la segunda mitad del año. El rodaje comenzó en noviembre de 2021 y se concluyó el 14 de julio de 2022, ya en pleno período de emisión. El primer tráiler fue publicado por ENA el 18 de mayo. Un poster teaser de la serie se hizo público el 27 de mayo, en tanto que el cartel principal salió a la luz el 2 de junio. El segundo tráiler se lanzó el 13 de junio. Además, KT Studio Genie creó en la plataforma de metaverso ZEP el espacio de la serie con localizaciones como la habitación de Young-woo, el restaurante de su padre, el bufete Hanbada y la sala de tribunal.
Para celebrar el éxito de la serie, AStory, KT Studio Genie y ENA convocaron a los espectadores a ver juntos el último capítulo en el CGV Yongsan, el jueves 18 de agosto a las 21 horas, al que asistieron el director y los protagonistas. Además, ENA Channel organizó un sorteo entre los espectadores de la serie que enviaron sus impresiones sobre los dos últimos episodios, con quinientos premios, como viajes a Jeju, cupones de alojamiento, dispositivos electrónicos, carteles autografiados de los actores y un libro de guiones del episodio n.º 16.
Al concluir la emisión de la serie, el 19 de agosto de 2022, el director ejecutivo de AStory Lee Sang-baek confirmó que se estaba ya planificando una segunda temporada tratando de compatibilizar las agendas de los actores. Ya días antes habían circulado noticias sobre ello, en las que se mencionaba que para dicha segunda temporada se esperaba contar con el 90 % del reparto, y que se estaba proyectando para su emisión en 2025. Sobre el reparto, existía la duda de si podría estar presente Kang Tae-oh, pues tenía que cumplir con el servicio militar. De hecho, el actor anunció el 31 de agosto que se alistaría el 20 de septiembre, apenas un mes después de la conclusión de la serie.

### El personaje protagonista
En julio de 2021 se anunció que la protagonista sería la actriz Park Eun-bin; esta, no obstante, tuvo dudas sobre si aceptar el papel o no, a pesar de su atractivo: «me asusté un poco cuando pensé si podría hacerlo bien sin lastimar a nadie y sin molestar a nadie», dado que era la primera vez que interpretaba un personaje de estas características. Sin embargo, para el director Yoo In-sik era esencial que el papel fuera para ella: «no hay muchas actrices que puedan interpretar el papel de Woo Young-woo. [...] Pensé que sería difícil hacer el proyecto si (Park Eun-bin) no lo hacía».
La actriz preparó su personaje volviendo a estudiar incluso el manual de psicología que había utilizado en sus estudios universitarios, antes de graduarse en el invierno de 2021. Se propuso dos objetivos: no imitar a personas reales con autismo vistas directamente o en vídeo, y no obsesionarse con los síntomas: «me preocupaba que la vida real de una persona autista pudiera verse como una actuación, y centrarme en los síntomas podría oscurecer el mensaje del drama», declaró la actriz; «pensé que el personaje Woo Young-woo no podía ser el modelo de las personas autistas ni representarlas. Entonces, en la visión del mundo de Woo, una abogada extraordinaria, pensé que podría haber una persona real llamada Woo Young-woo, así que me concentré en el personaje (no autista)».
En la preparación de la serie, la productora recibió el asesoramiento de Kim Byung-gun, profesor del Departamento de Educación Especial para la Primera Infancia de la Universidad Nazarene. Aunque en principio se mostró reacio a colaborar, cambió de opinión tras leer el guion: «mirando el guión, pensé que este trabajo ayudaría a crear un poco de conciencia sobre el autismo en la sociedad [...] Cuando vi películas o dramas que han mostrado el autismo en el pasado, pensé que los personajes estaban estereotipados [...] El autismo no siempre es así, como sugiere el nombre del diagnóstico».
El modo peculiar de saludarse entre Young-woo y su amiga Geurami, que se hizo famoso entre el público, lo tomó Joo Hyun-young de la canción Last Farewell del grupo Big Bang, y lo adaptó con la ayuda de Park Eun-bin.

### Resultados económicos
El éxito de la serie disparó el valor de las acciones de la casa productora, AStory, que creció en un 36,8 % en los cuatro días hábiles sucesivos al 4 de julio, en contraste además con la tendencia bajista del mercado. El 20 de julio, la subida era del 74 %. Los elevados índices de audiencia dieron a los inversionistas la esperanza de que el productor pudiera tener un éxito similar al de otro gran éxito de Netflix en meses anteriores: El juego del calamar.
A finales de julio, aún con la serie en periodo de emisión, se estimaba que los beneficios económicos directos e indirectos de la serie podrían ser para ENA y AStory de hasta diez veces el costo de producción, que había ascendido a veinte mil millones de wones. El éxito de la serie se repercutió en las demás empresas del sector del entretenimiento, que había quedado estancado tras haberse absorbido los efectos de la mencionada El juego del calamar. Entre los beneficios indirectos pueden contarse no solo la adaptación para un webtoon del mismo tema, sino también la venta de derechos, las visitas turísticas a lugares que aparecen en la serie, como el pueblo ficticio Sodeok-dong o el restaurante del padre de la protagonista; o incluso la venta de objetos relacionados con ella, como la bolsa que lleva habitualmente, sus auriculares o su llavero con una ballena, productos sujetos a una gran demanda por parte del público.
La serie ha servido para presentar el canal ENA, hasta entonces casi desconocido por el público. ENA registró índices de audiencia que superaban los de las emisoras terrestres solo tres meses después de que SkyTV y Media Genia lo pusieran en marcha.
Un aspecto particular del rendimiento económico de la serie es el relacionado con su difusión en China. En este país el interés por aquella fue muy alto. Lo probaban hechos como que las publicaciones con la etiqueta 'Woo Young-woo' en la plataforma Weibo rondaban los 700 millones a finales de agosto, que la página web de la serie registraba millones de visitas diarias desde dicho país, y que en el sitio web de revisión de contenidos Douban se habían publicado más de 20 000 reseñas de Woo, una abogada extraordinaria. Sin embargo, los derechos de autor de la serie no se han exportado oficialmente a China, y una parte muy relevante de los vídeos se distribuye sin permiso por sitios de transmisión ilegales o por redes sociales. Según algunos observadores surcoreanos, es una prueba más de que la distribución ilegal de contenido coreano en China constituye un gran problema desde hace mucho tiempo.

## Banda sonora original
| Parte | Fecha de publicación | N.º | Título                                                     | Letra                         | Música                        | Artista             | Duración |
| ----- | -------------------- | --- | ---------------------------------------------------------- | ----------------------------- | ----------------------------- | ------------------- | -------- |
| 1     | 29 de junio de 2022  | 1   | «Brave» (용기)                                             | Noh Young-shim                | Noh Young-shim, Kim Jeong-bae | Kim Jong-wan (Nell) | 4:22     |
| 1     | 29 de junio de 2022  | 2   | «Brave» (용기) (inst.)                                     |                               | Noh Young-shim, Kim Jeong-bae |                     | 4:22     |
| 2     | 30 de junio de 2022  | 1   | «Beyond My Dreams» (상상)                                  | Noh Young-shim                | Noh Young-shim, Kim Jeong-bae | Sunwoojunga         | 3:05     |
| 2     | 30 de junio de 2022  | 2   | «Beyond My Dreams» (상상) (inst.)                          |                               | Noh Young-shim, Kim Jeong-bae |                     | 3:05     |
| 3     | 18 de julio de 2022  | 1   | «Better Than Birthday»                                     | Noh Young-shim, O3ohn, Joonie | Noh Young-shim, O3ohn, Joonie | O3ohn               | 3:46     |
| 3     | 18 de julio de 2022  | 2   | «Better Than Birthday» (inst.)                             |                               | Noh Young-shim, O3ohn, Joonie |                     | 3:46     |
| 4     | 20 de julio de 2022  | 1   | «Tuning In To You»                                         | Noh Young-shim, Wonstein      | Noh Young-shim, Wonstein      | Wonstein            | 3:01     |
| 4     | 20 de julio de 2022  | 2   | «Tuning In To You» (inst.)                                 |                               | Noh Young-shim, Wonstein      |                     | 3:01     |
| 5     | 21 de julio de 2022  | 1   | «Inevitable» (안하기가 쉽지 않아요)                        | Noh Young-shim                | Noh Young-shim                | Bae Suzy            | 3:51     |
| 5     | 21 de julio de 2022  | 2   | «Inevitable» (안하기가 쉽지 않아요) (inst.)                |                               | Noh Young-shim                |                     | 3:51     |
| 6     | 11 de agosto de 2022 | 1   | «The Blue Night of Jeju Island» (제주도의 푸른 밤)         | Choi Sung-won                 | Choi Sung-won                 | Park Eun-bin        | 4:10     |
| 6     | 11 de agosto de 2022 | 2   | «The Blue Night of Jeju Island» (제주도의 푸른 밤) (inst.) |                               | Choi Sung-won                 |                     | 4:10     |
| 7     | 18 de agosto de 2022 | 1   | «Flash»                                                    |                               | Noh Young-shim                | Maytree             | 1:38     |

El 19 de agosto de 2022 el sello Dreamus publicó un disco doble especial con 38 temas, titulado 이상한 변호사 우영우 OST Special [Strange Lawyer Woo Young-woo OST special].

## Audiencia
La serie comenzó su andadura con un decepcionante 0,9 %, pero experimentó un notable salto de audiencia en el tercer episodio, con el que superó el 4 % en el índice nacional, alcanzó un pico por minuto del 5,4 % y se situó como la primera entre las series de miércoles y jueves, además de conquistar la cota más alta entre las series emitidas por ENA. El quinto capítulo supuso un nuevo salto de audiencia, que superó el 9 % a nivel nacional y el 10 % en el área metropolitana de Seúl, doblando casi las cifras de la semana precedente, y en el sexto capítulo continuó la tendencia ascendente. El séptimo rompió la barrera de los dos dígitos, difícil de superar incluso para la televisión terrestre, y el noveno episodio registró un 15,8 %. A partir de entonces se mantuvo entre el 13,5 % y el 15 %: los temas de los capítulos 9 y 10 (la educación de los niños y la autodeterminación sexual de las personas con discapacidad intelectual), y en menor medida el desarrollo de la relación romántica entre Young-woo y Joon-ho, fueron motivo de controversias en una parte de la audiencia. También el acumularse de clichés en los últimos capítulos (el secreto de nacimiento, la madre biológica rica, el cáncer repentino de un personaje) así como el giro injustificado de la relación entre Choi Soo-yeon y Kwon Min-woo fueron objeto de críticas por parte de algunos espectadores. A pesar de todo, el último episodio alcanzó el mejor resultado de la serie, con un 17,5 % de audiencia a nivel nacional y un 19,21 % para los hogares del área metropolitana de Seúl, entre noticias sobre la posibilidad de una segunda temporada. Según la empresa de medición de audiencias TNMS, en términos absolutos el episodio final fue visto por 12,71 millones de espectadores acumulados, es decir sumando los cinco canales de ENA y los distintos horarios de emisión.
Por lo que respecta a su popularidad, Good Data Corporation la situó en el primer lugar durante seis semanas consecutivas entre las series emitidas en su país, con un fuerte aumento de 197 puntos porcentuales respecto a la primera semana de emisión. La popularidad obtenida durante la transmisión llevó al director Yoo In-sik y la guionista Moon Ji-won a dar una conferencia de prensa el 26 de julio para hablar sobre su trabajo.
Coincidiendo con el final de la emisión de la serie, una encuesta periódica realizada por Gallup Korea sobre los programas de televisión favoritos de los espectadores la situó en la primera posición por segundo mes consecutivo. Además, fue el programa favorito de los últimos diez años con un 16,4 %, superando el 16 % que obtuvo en enero de 2015 el programa de variedades Infinite Challenge de MBC. Es la cota más alta entre todos los canales y géneros en la encuesta desde enero de 2013.
También en el plano internacional obtuvo grandes resultados, ocupando el primer puesto entre las de habla no inglesa en la plataforma Netflix, con casi veinticuatro millones de visitas entre el 4 y el 10 de julio de 2022, a gran distancia de la segunda. El 28 de julio alcanzó el tercer puesto en la lista general (incluyendo las de habla inglesa), y fue la primera en veinte del total de 53 países donde se distribuye, la novena en Estados Unidos, donde más adelante ascendería a la sexta posición. El número de visualizaciones en Netflix siguió creciendo de semana en semana, y en la primera de agosto, del 1 al 7, alcanzó los 67 millones, para superar los 77 millones en la tercera semana, siendo así la serie (incluyendo las de lengua inglesa) que registró mayor número de horas de visualización en todo el mundo. Además fue la número uno en tiempo de visualización durante siete semanas seguidas. El impacto en Netflix continuó durante el mes de septiembre: solo en la segunda semana del mes tuvo más de 31 millones de visualizaciones. En total, acumuló 400 millones de horas de reproducción en el tercer trimestre del año, y gracias al impulso generado por Woo, una abogada extraordinaria, la plataforma recibió 1,4 millones de abonos solo en Asia durante este período, invirtiendo la tendencia a la baja de los dos trimestres precedentes.
| Temporada | Temporada | Episodio número | Episodio número | Episodio número | Episodio número | Episodio número | Episodio número | Episodio número | Episodio número | Episodio número | Episodio número | Episodio número | Episodio número | Episodio número | Episodio número | Episodio número | Episodio número | Promedio |
| Temporada | Temporada | 1               | 2               | 3               | 4               | 5               | 6               | 7               | 8               | 9               | 10              | 11              | 12              | 13              | 14              | 15              | 16              | Promedio |
| --------- | --------- | --------------- | --------------- | --------------- | --------------- | --------------- | --------------- | --------------- | --------------- | --------------- | --------------- | --------------- | --------------- | --------------- | --------------- | --------------- | --------------- | -------- |
|           | 1         | —               | 0.396           | 1.069           | 1.391           | 2.565           | 2.529           | 2.975           | 3.404           | 4.068           | 4.030           | 3.788           | 4.103           | 3.634           | 3.885           | 3.722           | 4.449           | 3.067    |

| Episodio                                                                                 | Fecha de emisión     | Índices de audiencia | Índices de audiencia |
| Episodio                                                                                 | Fecha de emisión     | (Nielsen Korea)      | (Nielsen Korea)      |
| Episodio                                                                                 | Fecha de emisión     | Nacional             | Seúl                 |
| ---------------------------------------------------------------------------------------- | -------------------- | -------------------- | -------------------- |
| 1                                                                                        | 29 de junio de 2022  | 0,948 % (32.ª)       | N.D.                 |
| 2                                                                                        | 30 de junio de 2022  | 1,805 % (4.ª)        | 1,987 % (4.ª)        |
| 3                                                                                        | 6 de julio de 2022   | 4,032 % (2.ª)        | 4,369 % (2.ª)        |
| 4                                                                                        | 7 de julio de 2022   | 5,190 % (1.ª)        | 5,703 % (1.ª)        |
| 5                                                                                        | 13 de julio de 2022  | 9,138 % (1.ª)        | 10,297 % (1.ª)       |
| 6                                                                                        | 14 de julio de 2022  | 9,569 % (1.ª)        | 10,364 % (1.ª)       |
| 7                                                                                        | 20 de julio de 2022  | 11,690 % (1.ª)       | 12,960 % (1.ª)       |
| 8                                                                                        | 21 de julio de 2022  | 13,093 % (1.ª)       | 14,970 % (1.ª)       |
| 9                                                                                        | 27 de julio de 2022  | 15,780 % (1.ª)       | 18,078 % (1.ª)       |
| 10                                                                                       | 28 de julio de 2022  | 15,157 % (1.ª)       | 17,178 % (1.ª)       |
| 11                                                                                       | 3 de agosto de 2022  | 14,173 % (1.ª)       | 15,384 % (1.ª)       |
| 12                                                                                       | 4 de agosto de 2022  | 14,937 % (1.ª)       | 16,253 % (1.ª)       |
| 13                                                                                       | 10 de agosto de 2022 | 13,515 % (1.ª)       | 14,796 % (1.ª)       |
| 14                                                                                       | 11 de agosto de 2022 | 14,646 % (1.ª)       | 16,075 % (1.ª)       |
| 15                                                                                       | 17 de agosto de 2022 | 13,779 % (1.ª)       | 15,506 % (1.ª)       |
| 16                                                                                       | 18 de agosto de 2022 | 17,534 % (1.ª)       | 19,210 % (1.ª)       |
| Promedio                                                                                 | Promedio             | 10,937 %             | 12,875 %             |
| - En la tabla superior, en azul aparecen los índices más bajos, y en rojo los más altos. |                      |                      |                      |

## Recepción

### Controversias sobre el personaje protagonista
A medida que creció la popularidad de la serie en su país, también lo hicieron las controversias, en especial entre personas que se mostraban incómodas sobre el modo de presentar el espectro autista, pues entre quienes viven esta condición son muy pocos los que la acompañan con rasgos de genio. La serie podría inducir a pensar lo contrario. El director Yoo In-sik resaltó que su personaje no debe ser representante de todas las personas con este diagnóstico.
A las pocas semanas de emisión de la serie una abogada norteamericana, Haley Moss, la primera abogada con trastorno de espectro autista que desde 2019 está en ejercicio en Florida, emitió un juicio positivo sobre la representación de la protagonista y marcó una serie de similitudes entre ambas: la pasión de Woo por las ballenas, que en el caso de Moss es pasión por el dibujo; la costumbre de consumir siempre la misma comida; el uso de auriculares para aislarse del ruido; el ver cómo en el mundo profesional se tiene más en cuenta su condición autista que sus cualificaciones profesionales; la memoria extraordinaria que poseen; y su facilidad para conectar con clientes con experiencias similares a las suyas. Según Moss, «Woo se equivoca, aprende y crece junto con los demás. Lo que suele suceder en los medios es que nos enfocamos en personas autistas que no parecen humanos con personalidades e intereses completos. No tenemos la misma oportunidad», por lo que se pronuncia en favor de más representaciones positivas en los medios de personas con autismo.

### Recepción crítica
Lee Seung-han (Huffington Post) señala un aspecto positivo y un peligro potencial de la serie: «El personaje Woo Young-woo, creado por la cobertura detallada y el guion del escritor Ji-won Moon, y la actuación completa de la actriz Park Eun-bin, presenta una reproducción con alta precisión con la que las personas reales con autismo pueden simpatizar. Sin embargo [...] una narrativa de un autista 'genial' escrita y reproducida por personas sin discapacidad siempre conlleva el riesgo de transformarse en una narrativa innocua para discapacitados. Lee critica asimismo la falta de espacio que sufren los actores con discapacidad: la serie «es inevitablemente un trabajo de transición. Es un claro progreso que un personaje con discapacidad aparezca como protagonista con voz propia, pero la actuación de una actriz sin discapacidad revela las limitaciones de Corea, que es tacaña para dar oportunidades a los actores con discapacidad».
Shin Yoon-jae (News MT) se pregunta por el motivo que explica el gran crecimiento de audiencia de la serie desde el 0,8 % inicial en el área metropolitana de Seúl, hasta superar el 10 % en el quinto episodio. La define como una serie de personajes, donde el encanto de la protagonista captura la atención del público. Pero por otra parte señala que es además un producto de género bien elaborado; no de un género puro, sino complejo, que mezcla el drama humanista con el romance, el misterio (en el caso del padre de Young-woo), y por último el drama legal. El secreto del éxito consiste en la armonía de estos ingredientes que acompañan la figura de Young-woo, en «la sólida fusión de géneros que sustentan a este personaje».
La serie recibió también los elogios de Moon Yoo-seok, exjuez y guionista de otras series de tema legal como Miss Hammurabi y The Devil Judge: «La virtud de Woo, una abogada extraordinaria es la sencillez». Para Moon, la simplicidad y la moderación de la serie parece estar ganando la simpatía del público, señal de un cambio de sensibilidad en este.
Seo Byung-gi (MS Today) escribió que la serie «destacó a los socialmente desfavorecidos, como los discapacitados, las minorías gay y lesbiana, los desertores de Corea del Norte, las mujeres como víctimas de la violencia doméstica y las mujeres como víctimas de la reestructuración empresarial. El método de presentar varios puntos de vista en lugar de una sola conclusión al hablar sobre discriminación y equidad también ganó simpatía, convirtiéndolo en un documento judicial humano bien hecho. Por supuesto, hubo algunas partes incómodas, como el romance y los secretos de nacimiento que no encajan en el género, y siempre se incluyen los clichés de los dramas coreanos».

## Versiones internacionales y adaptaciones
Fuentes de la producción de la serie anunciaron en julio de 2022 que esta tendría una versión en Estados Unidos, siguiendo el modelo de lo ocurrido con Buen doctor.
Por otra parte, la serie fue adaptada a un webtoon, según anunció la compañía productora AStory el 6 de julio de 2022 al tiempo que publicaba las primeras imágenes de aquel. Consta de sesenta episodios a cargo del ilustrador HwaUnJo y del guionista Yuil, y estará disponible en cuatro idiomas: coreano, inglés, japonés y chino. El webtoon se lanzó para el público coreano el 27 de julio de 2022 en Naver Webtoon, con una entrega cada jueves, según anunció esta misma plataforma, y contiene episodios que no aparecen en la serie.
En agosto de 2022 Zical Company anunció que había firmado un acuerdo con una subsidiaria de la productora AStory para adaptar la serie al teatro musical. El proyecto, cuyo estreno se espera para 2024, prevé tres musicales simultáneos con diferentes equipos creativos y repartos, con tres episodios originales que mantienen los mismos personajes de la serie.

## Repercusiones
Como consecuencia de la popularidad de la serie, en la que su protagonista muestra una pasión por los cetáceos y aboga en varios capítulos por su bienestar, el ministro de Océanos y Pesca Cho Seung-hwan anunció un plan para devolver al mar, en zonas protegidas, a los veintiún delfines criados en acuario que en ese momento había en el país. Dos ballenas beluga se liberarán en un refugio marino en aguas de Canadá, debido a su necesidad de aguas más frías que las coreanas.
También en relación con el aumento del interés del público por la conservación de las ballenas, el mismo día que se emitió el episodio final del drama, Greenpeace realizó un espectáculo de drones para reclamar la protección de los océanos en el cielo sobre Seongdong-gu, distrito de Seúl.
En los episodios 7 y 8 la conservación de un almez determina el resultado de la controversia. Este árbol, llamado en la serie el Almez de Sodeok-dong, tiene un edad estimada de unos quinientos años. Poco después de la emisión de los episodios, la Administración del Patrimonio Cultural inició un estudio para determinar el valor del árbol, tras el cual anunció la designación del mismo como monumento natural y bien cultural nacional.
El 5 de agosto de 2022 AIC, una subsidiaria de la productora AStory, anunció el lanzamiento de un token no fungible (NFT) referido a la serie, con el nombre de Strange Whale Club. Se trata de una comunidad Social NFT creada para mejorar la conciencia social y apoyar a las personas con autismo en todo el mundo, con el tema de las ballenas que aparecen como símbolos a lo largo de la serie.

## Premios y nominaciones
| Año  | Premios                           | Categoría                           | Candidato                        | Resultado | Ref.            |
| ---- | --------------------------------- | ----------------------------------- | -------------------------------- | --------- | --------------- |
| 2022 | 8.º APAN Star                     | Serie del año                       | Woo, una abogada extraordinaria  | Nominada  | [ 142 ]         |
| 2022 | 8.º APAN Star                     | Mejor director                      | Yoo In-shik                      | Nominado  | [ 142 ]         |
| 2022 | 8.º APAN Star                     | Mejor guion                         | Moon Ji-won                      | Ganadora  | [ 143 ]         |
| 2022 | 8.º APAN Star                     | Mejor actriz                        | Baek Ji-won                      | Ganadora  | [ 144 ] [ 145 ] |
| 2022 | 8.º APAN Star                     | Mejor actriz en miniserie           | Park Eun-bin                     | Nominada  | [ 142 ] [ 146 ] |
| 2022 | 8.º APAN Star                     | Mejor pareja                        | Park Eun-bin y Kang Tae-oh       | Nominados | [ 147 ]         |
| 2022 | 8.º APAN Star                     | Estrella popular, actriz            | Park Eun-bin                     | Ganadora  | [ 143 ]         |
| 2022 | 8.º APAN Star                     | Mejor banda sonora original         | Wonstein — «Tuning In To You»    | Nominada  | [ 147 ]         |
| 2022 | Asia Contents                     | Mejor actriz                        | Park Eun-bin                     | Ganadora  | [ 148 ]         |
| 2022 | Asia Contents                     | Mejor programa                      | Woo, una abogada extraordinaria  | Ganadora  | [ 148 ]         |
| 2022 | Asia Contents                     | Mejor guion                         | Moon Ji-won                      | Ganadora  | [ 148 ]         |
| 2022 | Contenidos que cambiaron el mundo | Programa contra la discriminación   | Woo, una abogada extraordinaria  | Ganadora  | [ 149 ]         |
| 2022 | Critics Choice (APCT)             | Rising Star (televisión)            | Park Eun-bin                     | Ganadora  | [ 150 ]         |
| 2022 | Korea Drama                       | Mejor serie                         | Woo, una abogada extraordinaria  | Ganadora  | [ 151 ] [ 152 ] |
| 2022 | Korea Drama                       | Gran Premio (Daesang)               | Park Eun-bin                     | Nominada  | [ 151 ] [ 152 ] |
| 2022 | Korea Drama                       | Premio a la excelencia global       | Kang Ki-young                    | Nominado  | [ 151 ] [ 152 ] |
| 2022 | Kinolights                        | Serie coreana del año               | Woo, una abogada extraordinaria  | Ganadora  | [ 153 ]         |
| 2022 | Kinolights                        | Actriz coreana del año              | Park Eun-bin                     | Ganadora  | [ 153 ]         |
| 2023 | Baeksang Arts                     | Gran Premio (televisión)            | Park Eun-bin                     | Ganadora  | [ 154 ] [ 155 ] |
| 2023 | Baeksang Arts                     | Mejor serie                         | Woo, una abogada extraordinaria  | Nominada  | [ 154 ] [ 155 ] |
| 2023 | Baeksang Arts                     | Mejor director                      | Yoo In-shik                      | Ganador   | [ 154 ] [ 155 ] |
| 2023 | Baeksang Arts                     | Mejor actriz                        | Park Eun-bin                     | Nominada  | [ 154 ] [ 155 ] |
| 2023 | Baeksang Arts                     | Mejor actor de reparto              | Kang Ki-young                    | Nominado  | [ 154 ] [ 155 ] |
| 2023 | Baeksang Arts                     | Mejor actor revelación              | Joo Jong-hyuk                    | Nominado  | [ 154 ] [ 155 ] |
| 2023 | Baeksang Arts                     | Mejor actriz revelación             | Joo Hyun-young                   | Nominada  | [ 154 ] [ 155 ] |
| 2023 | Baeksang Arts                     | Mejor actriz revelación             | Ha Yoon-kyung                    | Nominada  | [ 154 ] [ 155 ] |
| 2023 | Baeksang Arts                     | Mejor guion                         | Moon Ji-won                      | Nominada  | [ 154 ] [ 155 ] |
| 2023 | Baeksang Arts                     | Premio técnico                      | Hwang Jin-hye (efectos visuales) | Nominado  | [ 154 ] [ 155 ] |
| 2023 | Seoul Drama                       | Mejor obra dramática coreana        | Woo, una abogada extraordinaria  | Ganadora  | [ 156 ] [ 157 ] |
| 2023 | Seoul Drama                       | Asia Star                           | Park Eun-bin                     | Ganadora  | [ 156 ] [ 157 ] |
| 2023 | Premios Emmy Internacional        | Mejor serie internacional           | Woo, una abogada extraordinaria  | Nominada  | [ 158 ]         |
| 2023 | Critics Choice Television         | Mejor serie internacional           | Woo, una abogada extraordinaria  | Nominada  | [ 159 ]         |
| 2023 | Premios Dorian                    | Mejor programa en lengua no inglesa | Woo, una abogada extraordinaria  | Nominada  | [ 160 ]         |